# Susdal

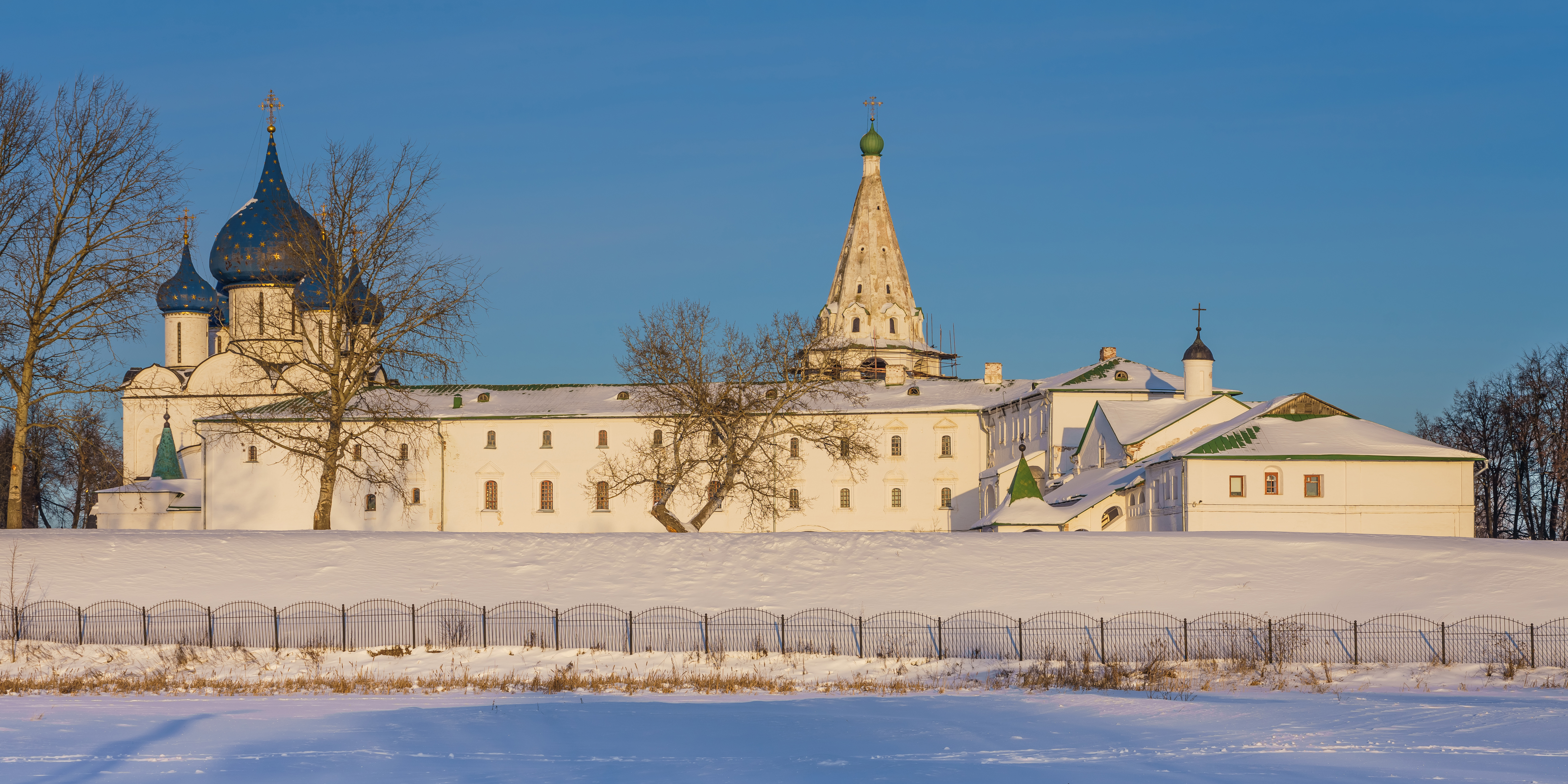
Der Susdaler Kreml im Winter

Susdal (russisch Су́здаль, wissenschaftl. Transliteration Suzdal) ist eine russische Stadt in der Oblast Wladimir. Sie liegt rund 220 km nordöstlich von Moskau und 26 km nördlich der Oblasthauptstadt Wladimir am Fluss Kamenka. Die 10.535 Einwohner (Stand 14. Oktober 2010) zählende Stadt gehört zu den ältesten Russlands und ist Teil des sogenannten Goldenen Rings.

## Geschichte
Susdal ist eine der ältesten russischen Städte. Im 10. Jahrhundert kamen slawische Siedler (Kriwitschen) aus dem Gebiet von Smolensk in die fruchtbare Region um Susdal, wobei archäologisch bereits eine Besiedlung seit dem 9. Jahrhundert belegt ist. Die erste schriftliche Erwähnung erfolgte 1024. Susdal bot aufgrund seiner Wälder Schutz vor Angriffen von Nomadenstämmen. Zu dieser Zeit war Susdal bereits eine bedeutende Siedlung und neben Rostow ein wichtiges Handelszentrum der Nordost-Rus. Anfang des 12. Jahrhunderts wurde ein Kreml errichtet. Er befand sich in der Biegung des Flusses Kamenka im südlichen Teil der heutigen Stadt Susdal. Eine erste Blütezeit erlebte Susdal, als Fürst Juri Dolgoruki Susdal zur Residenz des Fürstentums Wladimir-Susdal machte. Sein Sohn Andrei Bogoljubski verlegte die Residenz ebenfalls wegen der Bojaren der Stadt weiter nach Wladimir. Der Bedeutung der Stadt tat dies keinen Abbruch. Stattdessen entwickelte sie sich weiter zu einem Handelszentrum. Dem Aufschwung der Stadt wurde schließlich ein Ende gesetzt, als im Jahre 1238 das Fürstentum Wladimir-Susdal durch die Goldene Horde unter Batu Khan erobert wurde. Dabei wurde Susdal trotz erbitterten Widerstands der Einheimischen eingenommen, ausgeraubt und teilweise zerstört.
Bereits in den Jahren 1222–1235 entstand im Susdaler Kreml die Muttergottes-Geburts-Kathedrale, die bis heute weitgehend in ihrer ursprünglichen Form erhalten geblieben ist und damit einer der ältesten bis heute erhaltenen russisch-orthodoxen Kirchenbauten ist.
Im 14. Jahrhundert versuchte Susdal die Unabhängigkeit gegen das aufstrebende Moskauer Großfürstentum zu verteidigen und verband sich dazu mit Nischni Nowgorod zum Fürstentum Susdal-Nischni Nowgorod. Nach einem kurzen Zwischenspiel als Bischofssitz fiel Susdal 1392 an Moskau. Damit endete die Zeit Susdals als politisches Zentrum. Es blieb aber Bischofssitz und entwickelte sich zu einem bedeutenden religiösen Zentrum. Zahlreiche steinerne Kirchen- und Klosterbauten wurden neu errichtet oder an Stelle früherer, hölzerner Bauten wiederaufgebaut. Unter den vom 13. bis zum 17. Jahrhundert in Susdal entstandenen Sakralgebäuden sind beispielsweise das Alexanderkloster (laut einer Legende von Alexander Newski gegründet), das Maria-Gewandsniederlegungs- und das Wassili-Kloster sowie der erzbischöfliche Palast, der jahrhundertelang als Wohngebäude für Susdaler Geistliche diente, zu nennen.
Im frühen 17. Jahrhundert erlebte Susdal erneut schwierige Zeiten: Es wurde von Krimtataren und zweimal von Polen-Litauen überfallen sowie mehrfach von Großbränden und Seuchen heimgesucht. In der zweiten Jahrhunderthälfte konnte sich die Stadt jedoch von diesen Katastrophen wieder erholen. Zu dieser Zeit wurden die Kremlmauern mit Wachtürmen neu erbaut sowie mehrere weitere Kirchengebäude errichtet. Nach der Gebietsreform Ende des 18. Jahrhunderts wurde Susdal Kreiszentrum innerhalb des neu gebildeten Gouvernements Wladimir. Anfang des 19. Jahrhunderts entstand der hohe Glockenturm des Maria-Gewandsniederlegungs-Klosters zum Andenken an die Siege russischer Armeen im Krieg gegen Frankreich 1812. Auch im 19. Jahrhundert gab es in Susdal kaum Industrie, die Stadt war vorwiegend landwirtschaftlich geprägt, und auch beim Bau der Eisenbahnverbindung von Moskau nach Nischni Nowgorod blieb Susdal außen vor. Die Stadt behielt jedoch ihre große Bedeutung als religiöses Zentrum und Pilgerstätte.
Während des Zweiten Weltkriegs waren in Susdal Generalfeldmarschall Friedrich Paulus und andere Generäle der 6. Armee nach der Niederlage in Stalingrad in den ersten Monaten nach ihrer Gefangennahme interniert. Das Gefängnis befand sich in den Räumlichkeiten des Erlöser-Euthymios-Klosters, das noch im 18. Jahrhundert von Katharina der Großen als Gefängnis für festgenommene Teilnehmer des Pugatschow-Aufstandes genutzt wurde. Darüber hinaus bestand in der Stadt das Kriegsgefangenenlager 160 für deutsche Kriegsgefangene des Zweiten Weltkriegs. Es war ein großes Durchgangslager mit mehreren Abteilungen, das bald nach dem Krieg aufgelöst wurde.
Zu den Sowjetzeiten verlor Susdal zwar für rund 70 Jahre seine Bedeutung als religiöses Zentrum, entwickelte sich jedoch allmählich zu einer bedeutenden Fremdenverkehrsstätte. Die meisten Kirchen und Klöster Susdals bilden zusammen mit anderen markanten Architekturdenkmälern der Region seit den 1960ern das sogenannte Wladimir-Susdaler Museumsreservat. Es ist heute Bestandteil der touristischen Route des Russischen Goldenen Rings. Auch ist Susdal eine der von Touristen meistbesuchten Städte im europäischen Teil Russlands.

### Bevölkerungsentwicklung
| Jahr | Einwohner |
| ---- | --------- |
| 1897 | 6.412     |
| 1939 | 6.567     |
| 1959 | 9.012     |
| 1970 | 10.179    |
| 1979 | 11.529    |
| 1989 | 12.063    |
| 2002 | 11.357    |
| 2010 | 10.535    |

Anmerkung: Volkszählungsdaten

## Sehenswürdigkeiten

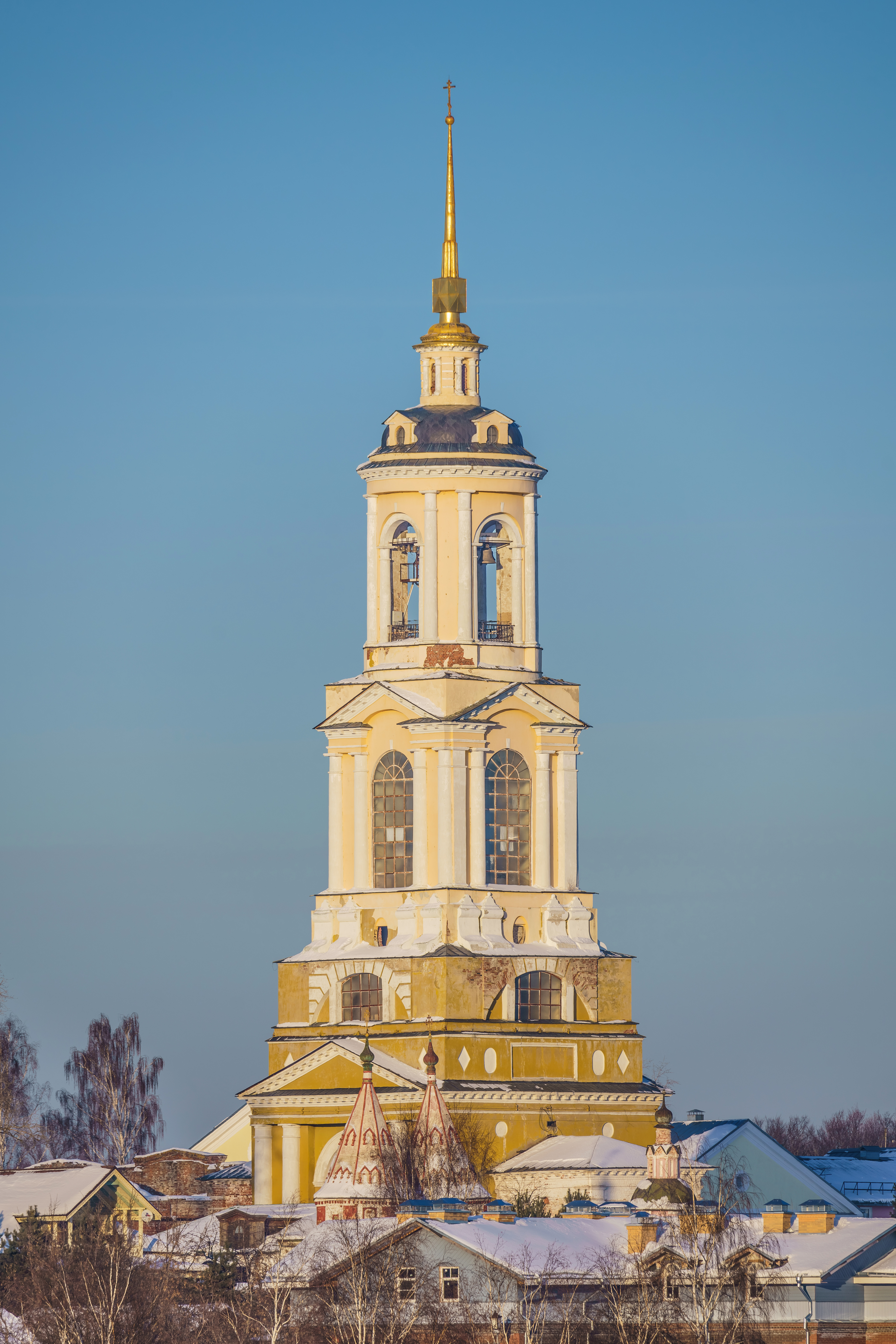
Der Glockenturm des Mariä-Gewandniederlegungs-Klosters (Rizopolozhensky-Kloster)

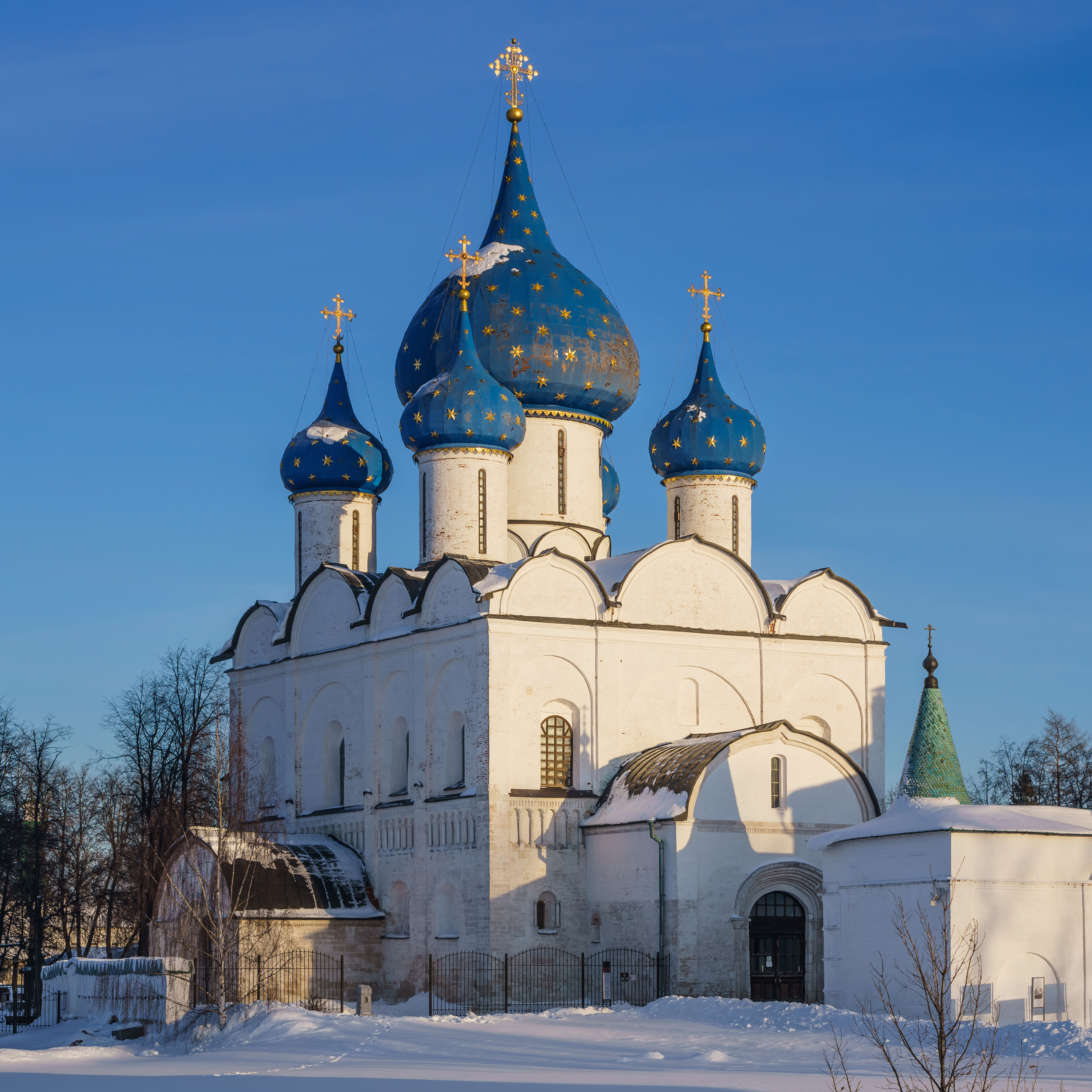
Muttergottes-Geburts-Kathedrale im Susdaler Kreml

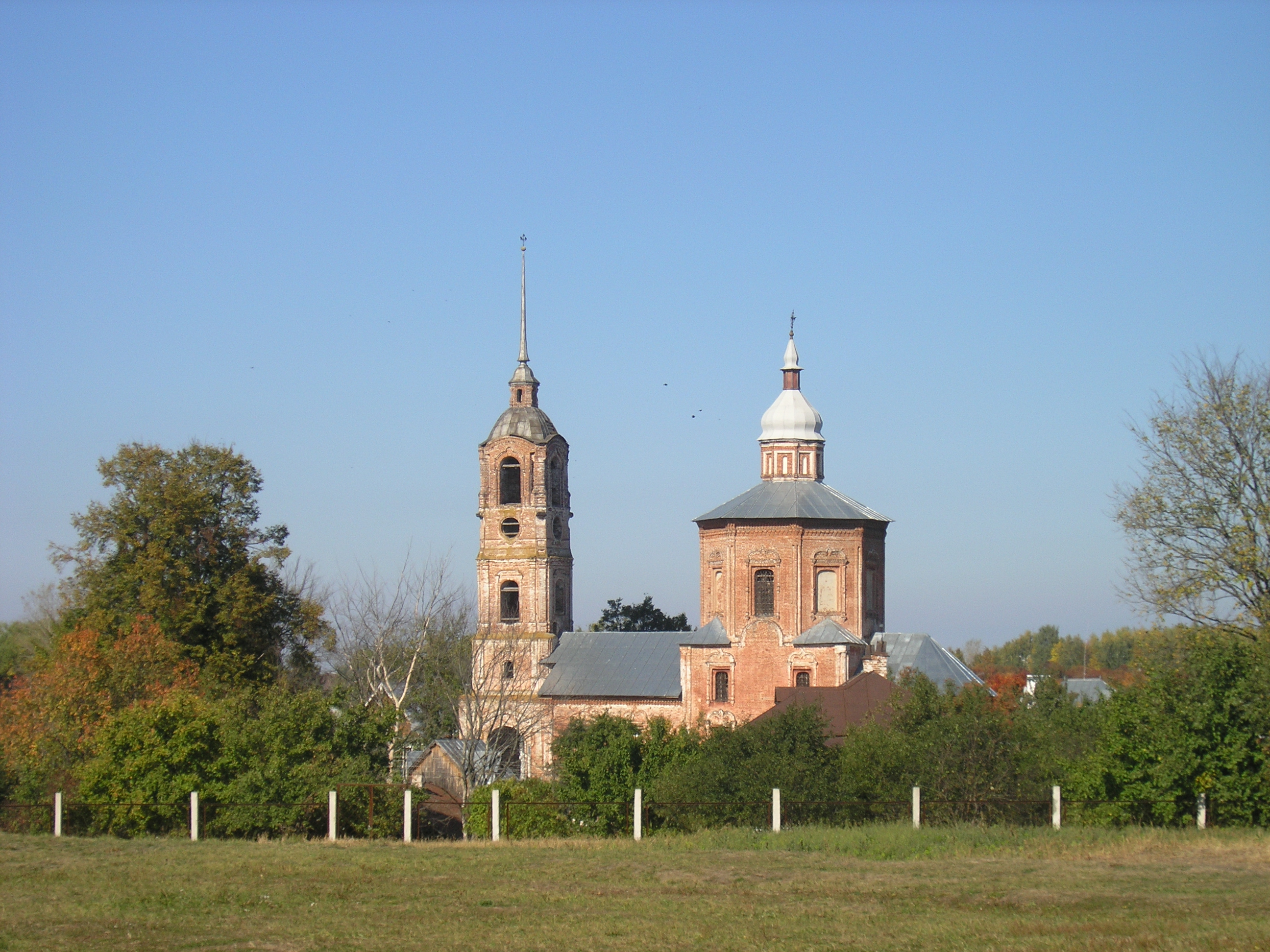
Boris-und-Gleb-Kirche

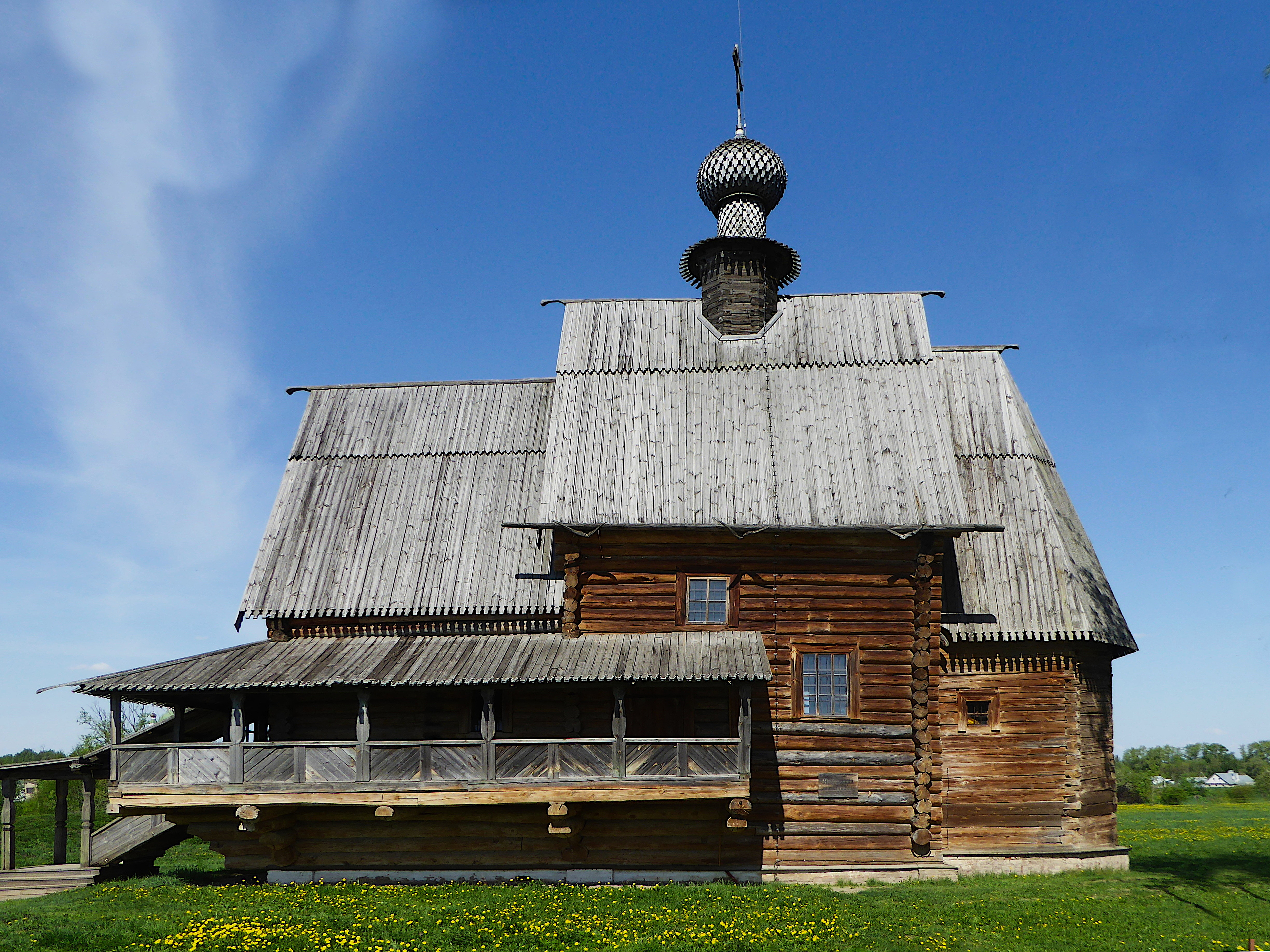
St.-Nikolaus-Kirche

Fern von Industrien und Hauptverkehrsadern konnte die Stadt ihr historisches Bild bis heute weitgehend beibehalten, darüber hinaus finden sich in der Museumsstadt auch alte Bauwerke, die anderen Landesteilen entstammen und wiederaufgebaut wurden.
Der ehemalige Susdaler Kreml, die Muttergottes-Geburts-Kathedrale mit den fünf blauen Kuppeln und das Erlöser-Euthymios-Kloster gehören seit 1992 zum UNESCO-Weltkulturerbe „Weiße Monumente von Wladimir und Susdal“.
In Susdal sind drei große Klöster erhalten. Im Zentrum der Stadt liegt das Mariä-Gewandniederlegungs-Kloster. Außerhalb der alten Stadt Susdal sind im Norden an den Ufern des Flusses Kamenka einander gegenüberliegend das Erlöser-Jewfimi-Mönchskloster und das Maria-Schutz-Nonnenkloster, die bestimmungsgemäß genutzt werden. Sie seien der Legende nach durch einen unterirdischen Gang verbunden.
Das 1352 gegründete Erlöser-Euthymios-Kloster beherbergt viele sakrale Gebäude aus dem 16. und 17. Jahrhundert, eine Sammlung alter russischer Bücher, unter anderem auch ein Exemplar des ersten in russischer Sprache gedruckten Buches Apostol, und das Grab des Fürsten Dimitri Posharski, des Helden des russischen Aufstandes 1612 gegen die polnische Fremdherrschaft während der Wirren der Smuta. Das Kloster diente von 1764 bis in die 1950er-Jahre als Gefängnis für politische und religiöse „Abweichler“ und während des Zweiten Weltkrieges als Kriegsgefangenenlager der Roten Armee und war davor und danach Teil des Gulags.
Die Gebäude des 1364 gegründeten Maria-Schutz-Klosters entstammen dem 16. und 17. Jahrhundert. Es war ein bekannter Verbannungsort für Aristokratinnen, unter anderem die Ehefrauen der Zaren Iwan III. der Große, Wassili III. und Peter I. der Große.
Zu den Sehenswürdigkeiten zählen das Ikonenmuseum sowie die wiederaufgebauten Blockhäuser, Holzkirchen und Windmühlen im Freilichtmuseum.

## Städtepartnerschaften
- Évora, Portugal (seit 1986)
- Rothenburg ob der Tauber, Deutschland (seit 1988)

## Persönlichkeiten

### Söhne und Töchter der Stadt
- Alexei Gastew (1882–1939), Gewerkschaftsaktivist und Dichter
- Sergei Schirokogorow (1887–1939), Ethnograph
- Dmitri Winogradow (1720–1758), Bergmeister, Erfinder des russischen Hartporzellans

### Weitere
- Liste der Bischöfe von Susdal